# Середня Франконія
Сере́дня Франко́нія (нім. Mittelfranken) — округ та адміністративний округ федеральної землі Баварія.
Округи в Баварії — це органи місцевого самоуправління, в які входять декілька районів. Райони округу відносяться відповідно до однойменних адміністративних округів, що належать до компетенції адміністрації округу як органу влади середньої ланки. Таким чином, в Баварії, на відміну від відомства ландратів, які одночасно є державними та комунальними органами влади, існують два окремих органи влади: окружне керівництво та адміністрація округів.
Середня Франконія лежить на північному заході Баварії та межує з Баден-Вюртембергом, а також з іншими баварськими адміністративними округами — Верхньою Баварією, Верхньою Франконією, Нижньою Франконією, Швабією та Верхнім Пфальцом.
Адміністрація округів, а також однойменних адміністративних округів, знаходиться в Ансбаху.

## Адміністративний поділ
В адміністративний округ Середня Франконія входять п'ять міських округів та сім районів:
| 1. Ансбах 2. Ерланген 3. Фюрт 4. Нюрнберг 5. Швабах | 1. Ансбах (район) 2. Ерланген-Гехштадт 3. Фюрт (район) 4. Нойштадт-на-Айші–Бад-Віндсгайм 5. Нюрнберзька земля 6. Рот (район) 7. Вайсенбург-Гунценхаузен |

### Інші міста з населенням понад 10000 мешканців
До наведеного нижче списку не входять міські округи.
| - Альтдорф-Нюрнберг - Бад-Віндсгайм - Кадольцбург - Дінкельсбюль - Фойхтванген - Гунценгаузен - Герсбрук - Герцогенаурах - Гільпольтштайн - Нойштадт-на-Айші | - Лангенценн - Лауф-ан-дер-Пегніц - Оберасбах - Рот - Ретенбах-ан-дер-Пегніц - Ротенбург-на-Таубері - Штайн - Тройхтлінген - Вайсенбург - Цирндорф |

## Інтернет-джерела
- Керівництво Середньої Франконії [Архівовано 2 жовтня 2007 у Wayback Machine.](нім.)
- Баварська центральна адміністрація для політичної навчальної роботи(нім.)
- Офіційна статистика округу [Архівовано 20 травня 2011 у Wayback Machine.](нім.)